# James Clifford
James Clifford   (Oxford, 1622 - 1698), fou un músic anglès.
Va ser capellà de la Catedral de Saint Paul de Londres, i deixà una interessant recopilació, titulada The Divine services and anthems usually sung in the cathedrals and collegiate choires in the Church of England collected by J. C..